# Gianmario Pagano
Don Gianmario Pagano (Roma, 3 maggio 1962) è uno sceneggiatore e presbitero italiano.

## Biografia
Viene ordinato sacerdote della Chiesa cattolica il 16 maggio 1987. 
Dopo il baccalaureato in Filosofia e Teologia alla Pontificia Università Gregoriana, consegue la Licenza in Sacra Scrittura al Pontificio Istituto Biblico, nel 2009 la Laurea Magistrale in Filosofia della Scienza alla Pontificia Università Lateranense e nel 2017 la Laurea Magistrale in Estetica filosofica all’Università degli Studi di Roma La Sapienza. 
Collaboratore nella società Lux Vide di Ettore Bernabei, dal 1994 al 2001 è consulente, produttore, sceneggiatore per la serie televisiva "La Bibbia", nota anche come Le storie della Bibbia (coproduzione internazionale Lube, Rai, TNT, CBS), vincitrice del premio Emmy nel 1995. L'attività di Gianmario Pagano come sceneggiatore, è strettamente correlata al fenomeno della fiction religiosa e pedagogica italiana della seconda metà degli anni '90 che era finalizzata a trasmettere contenuti significativi, e quindi anche religiosi, con professionalità e competenza; questo genere di fiction rappresentava un'alternativa allo stile dominante delle telenovelas.
Nel 2007 scrive il libretto de La Divina Commedia, sottotitolo: "L'uomo che cerca l'amore" per il compositore Marco Frisina, un'opera musical ispirata al poema dantesco; nel 2019 e nel 2020 l'opera si aggiudica il Premio Persefone come “Miglior Musical dell’anno” .
Insegnante di Religione a Roma presso il Liceo Scientifico e delle Scienze Umane Statale "Teresa Gullace Talotta" e il Liceo Artistico "Rossellini", nel 2016 apre il canale YouTube Bella, prof!, un blog e una pagina Facebook con lo scopo di mantenere i rapporti con i suoi ex allievi. Il progetto iniziale del canale si sviluppa ottenendo l'attenzione di un pubblico più vasto,  tuttavia l'obiettivo di Pagano è sempre il medesimo: "aiutare chi è interessato a comprendere ciò in cui crede o, spesso, ciò in cui non crede".

## Opere

### Sceneggiature e soggetti per la televisione
- La Bibbia: Geremia - Il profeta, film TV, RAI 1, 1998
- Il quarto re, film TV, soggetto con Francesco Arlanch e Salvatore Basile, Titanus, 1998
- Gli amici di Sara, miniserie TV, per Saatchi&Saatchi e Lux Vide, RAI e Mediaset 1999
- Jesus, miniserie TV (produttore associato), per CBS e RAI 1, 1999, Emmy Nomination Outstanding miniseries 2000
- San Paolo, miniserie TV, Lux Vide per RAI 1, 2000
- Amici di Gesù - Giuseppe di Nazareth, film TV, Lux Vide per Mediaset, 2000
- Amici di Gesù - Maria Maddalena, film TV, Lux Vide per Mediaset, 2000
- Amici di Gesù - Giuda, film TV, Lux Vide per Mediaset, 2001
- Amici di Gesù - Tommaso, film TV, Lux Vide per Mediaset, 2001
- San Giovanni - L'apocalisse, film TV, Lux Vide, RAI 1, 2002
- San Pietro, miniserie TV, prodotta da Lux Vide per RAI 1, 2005
- Karol - Un uomo diventato papa, miniserie televisiva,  prodotta da Tao Due per Mediaset, 2005
- Karol - Un papa rimasto uomo, miniserie televisiva,  prodotta da Tao Due per Mediaset, 2006
- Maria Montessori - Una vita per i bambini, miniserie TV, prodotta da Tao Due per Mediaset, 2007
- Paolo VI - Il papa nella tempesta, miniserie TV, prodotta da Lux Vide per RAI 1, 2008
- Sotto il cielo di Roma, con Fabrizio Bettelli e Francesco Arlanch, miniserie TV, prodotta da Lux Vide per RAI FICTION
- Sant'Agostino miniserie TV prodotta da Lux Vide per la RAI, 2010
- Francesco, miniserie TV, Ciao Ragazzi per RAI 1, 2014
- Che Dio ci aiuti 4, Soggetto della puntata n.20 con Mario Falcone, 2016
- Francesco Longano, l’arte del pensare, docu-film, sceneggiatura scritta con Andrea Ortis, 2023

### Sceneggiature per il teatro
- La Divina Commedia - L'opera -  Libretto e liriche in collaborazione con Andrea Ortis
- E.T. L'incredibile storia di Elio Trenta, monologo sulla vita di Elio Trenta, da un'idea di Luigi Diberti[7][8]

### Saggi
- I miracoli di Gesù. Dramma e rivelazione, Milano, Paoline Editoriale Libri, 2008, ISBN 978-88-315-3269-3.
- La parabola della parabola. La narrazione dell'assoluto dai Vangeli a Kafka, 2018, ISBN 978-1980839385.
- La quaresima, un percorso di ascesi cristiana: dieci meditazioni sul cammino della Pasqua, 2021, ISBN 979-8721138003.

## Premi e riconoscimenti
- 2007 - Medaglia d’Oro della società Dante Alighieri per La Divina Commedia, l’Opera.
- 2007 - Maximo Award, Roma Fiction Fest, migliore sceneggiatura per Maria Montessori
- 2000 - Emmy Nomination Outstanding Miniseries per Jesus, (associate producer)
- 2019 e 2020 - Premio Persefone per La Divina Commedia Opera Musical  come “Miglior Musical dell’anno”
- 2021 - “La Divina Commedia Opera Musical” partecipa all’evento “Senato & Cultura” presso il Senato della Repubblica e ottiene il riconoscimento di prodotto artistico d’eccellenza.